# Креветкова паста

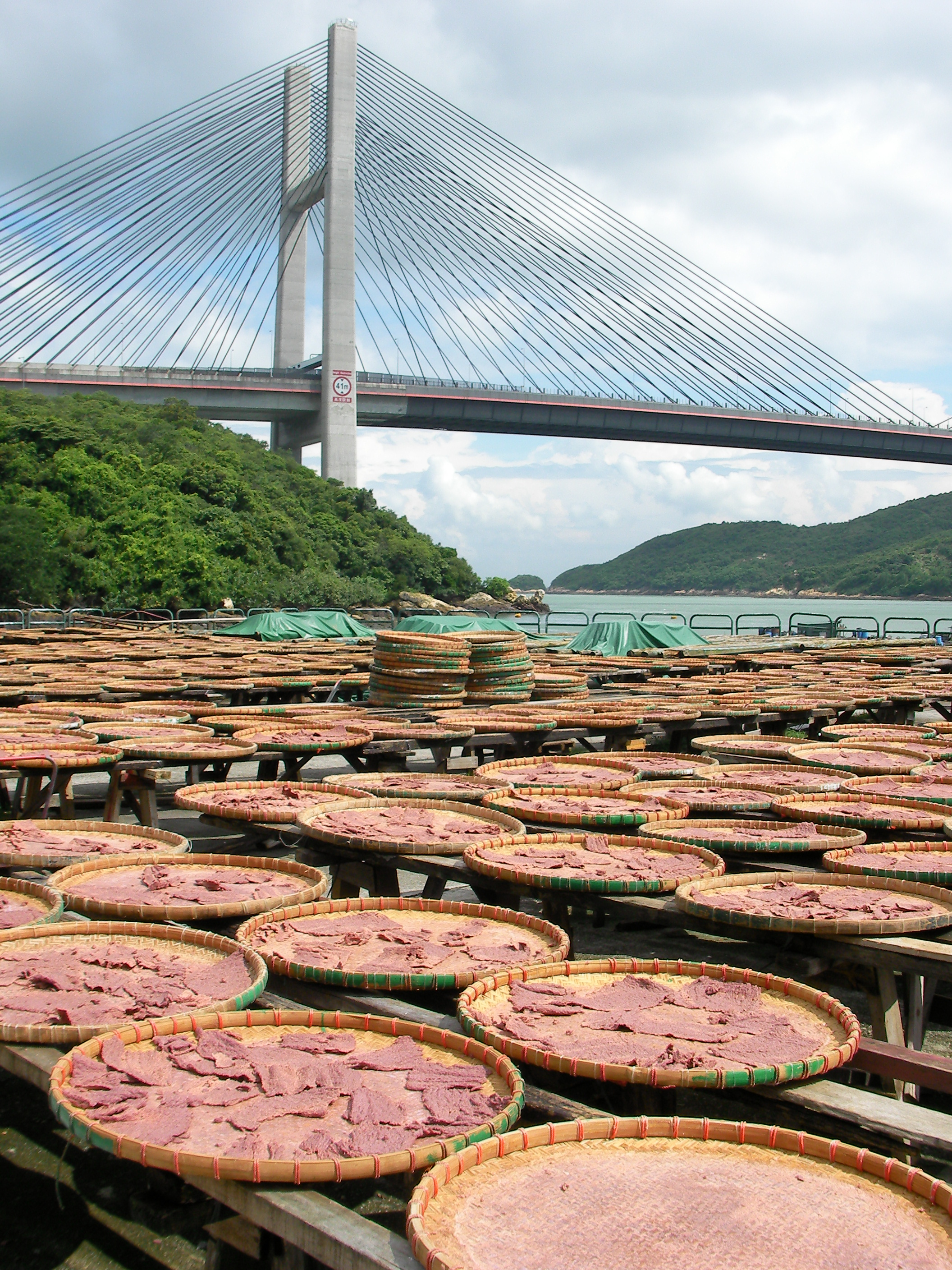
Сушка реветкової пасти в Гонконзі.

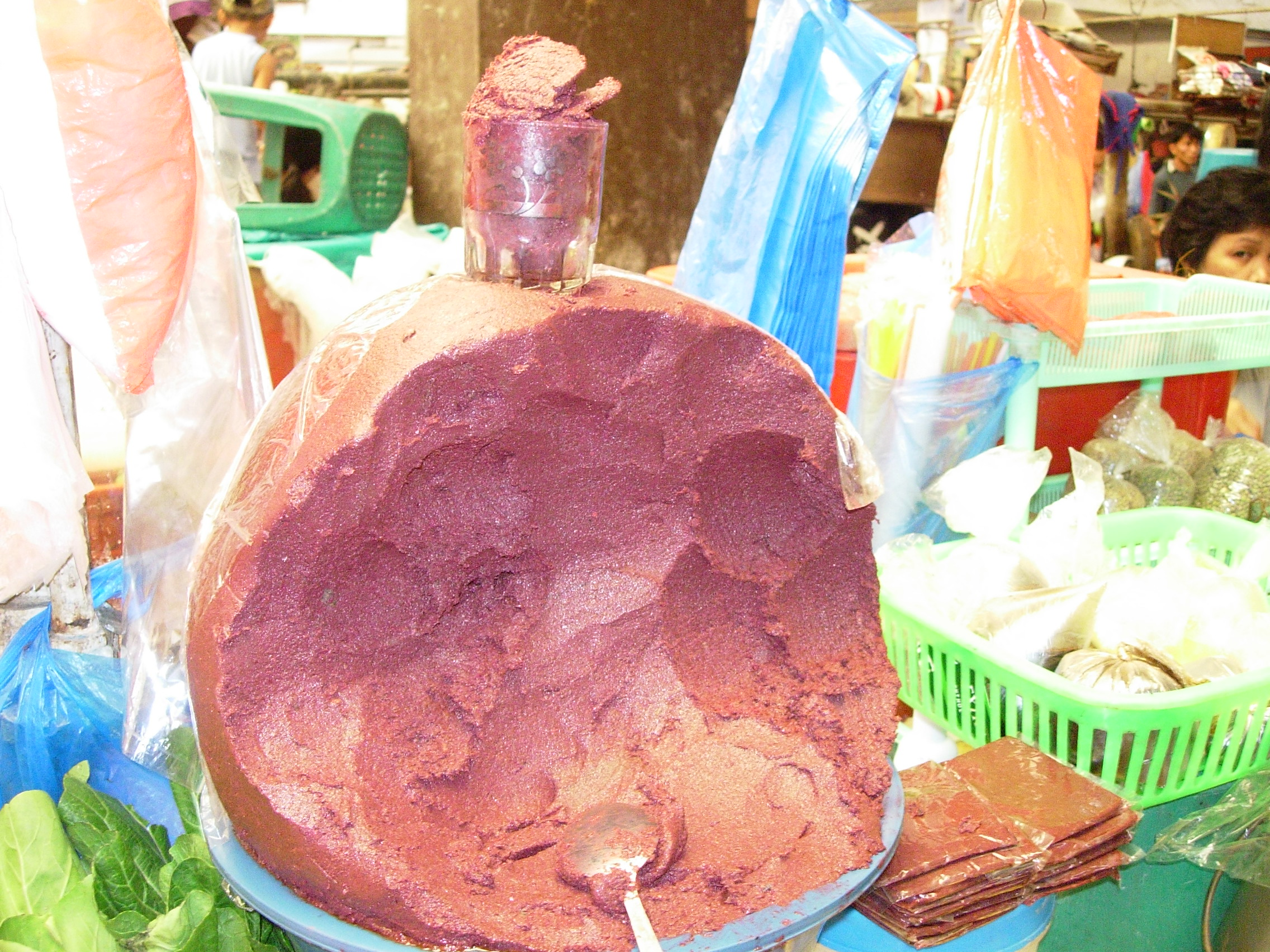
Креветкова паста, Філіппіни.

Креветкова паста (креветковий соус) - інгредієнт для приготування різних страв в кухнях країн Південно-Східної Азії та Китаю. Цей інгредієнт в індонезійській кухні відомий під назвою терасі, в тайській - капі, в малайській - белачан, у в'єтнамській - мам-том, у філіппінській - араманго. Використання креветкової пасти в східноазійській кухні має давню історію .
Паста проводиться шляхом ферментації криля (дрібних креветок) . Для багатьох людей із західних країн, не знайомих з цією приправою, її запах може здатися неприємним (особливо з урахуванням того, що він схожий на запах прянощі асафетиди), проте на Сході вона є важливим компонентом для приготування каррі та різних видів соусів. Креветкова паста може виступати в якості приправи для багатьох страв тайської, малайської та індонезійської кухонь, часто будучи інгредієнтом для соусів, якими заправляють овочі або рибу.
Різні види креветкової пасти можуть сильно відрізнятися за своїм зовнішнім виглядом. Наприклад, креветкова паста, вироблена в Гонконзі та В'єтнамі, зазвичай світло-рожево-сіра, а вироблена в Таїланді - темно-коричнева. Велика частина видів креветкової пасти має їдкий запах, проте деякі особливо якісні варіанти можуть мати і приємний аромат. Ринки, розташовані поблизу сіл, де безпосередньо відбувається процес виробництва пасти, вважаються найпридатнішими місцями для знаходження кращих її варіантів. У різних азійських кухнях креветкова паста може використовуватися по-різному, тому часто у різних її видів відмінні не тільки аромат, але й, наприклад, склад і солоність.